# Jan von Boenigk
Jan von Boenigk (* 11. August 1995) ist ein deutscher Handballspieler.

## Karriere
Jan von Boenigk, Sohn des Handballtrainers und ehemaligen Handballspielers Diethard von Boenigk, spielte zunächst in für die 2. Mannschaft des TBV Lemgo und wechselte 2015 zum Zweitligaaufsteiger VfL Eintracht Hagen. 2016 stieg er mit Hagen in die 3. Liga ab und nach einer Saison direkt wieder auf. 2018 unterschrieb er einen Vertrag beim Ligakonkurrenten ASV Hamm-Westfalen. 2022 stieg er mit Hamm in die 1. Bundesliga auf. Nach einer Saison stiegen sie jedoch direkt wieder ab. Zur Saison 2024/25 kehrte er nach Hagen zurück.